# .338 Spectre
.338 Spectre (8,6×32 мм) — патрон для винтовок на платформе AR-15, разработанный компанией Teppo Jutsu.
Патрон .338 Spectre создавался в качестве беззвучной замены патрону для пистолет-пулемётов 9×19 мм Парабеллум. По техническим характеристикам и сфере применения очень похож на российский патрон 9×39 мм. Основой патрона послужила укороченная гильза патрона 10 мм Магнум.
Производятся компанией Reeds Ammunition and Research, при этом могут использоваться пули сторонних производителей: Barnes, Hawk, Nosler, Speer, Hornady, Sierra.
Размер пули для дозвукового патрона стандартный — 14,6 грамм (225 гран) и более. Мощность примерно 500 джоулей (выше, чем у пистолетного патрона .45 ACP).
Сверхзвуковые лёгкие (10,4 г) пули используются в спортивной стрельбе и боестолкновениях на дистанции до 300 м, выстрел сопровождается громким звуком.